# Namida Surprise!
«Namida Surprise!» (яп. 涙サプライズ!) — 12-й сингл японской идол-группы AKB48. Вышел в Японии 24 июня 2009 года на лейбле King Records.

## Коммерческий успех
Сингл занял 2 место в чарте Орикона.

## Список композиций
Сингл был издан в двух версиях — обычном издании (яп. 通常盤) (CD+DVD, каталоговый номер KIZM-33/4) и театральном издании (яп. 劇場盤) (CD, номер  NMAX-1081). Первый пресс обычного издания шёл с карточкой для голосования в выборах AKB48 и с билетом на хэндшейк-ивент. Выборы решали, кто из участниц будет принимать участие в следующем сингле группы.

### Обычное издание
CD
| №                   | Название                                           | Автор(ы)                     | Аранжировщик        | Длительность |
| ------------------- | -------------------------------------------------- | ---------------------------- | ------------------- | ------------ |
| 1.                  | «Namida Surprise!» (涙サプライズ!)                 | Ясуси Акимото, Ёсимаса Иноуэ | Ёсимаса Иноуэ       |              |
| 2.                  | «Shonichi / Team B» (初日 / teamB)                 | Ясуси Акимото, Мио Окада     | Юити Итикава        |              |
| 3.                  | «First Love / Эрэна Оно» (First Love / 小野恵令奈) | Ясуси Акимото, Акира Умэхара | Юити «Маса» Нонака  |              |
| 4.                  | «Namida Surprise! (off vocal ver.)»                | Акимото, Иноуэ               |                     |              |
| Общая длительность: | Общая длительность:                                | Общая длительность:          | Общая длительность: | 17:54        |

DVD
| №  | Название                                                         | Длительность |
| -- | ---------------------------------------------------------------- | ------------ |
| 1. | «Namida Surprise! (видеоклип)» (「涙サプライズ!」ビデオクリップ) |              |
| 2. | «Making of» (メイキング映像)                                     |              |
| 3. | «Бонус» (特典映像)                                               |              |

Бонус (только первый пресс)
- Карточка для голосования в выборах AKB48 (с серийным номером)
- Билет на хэндшейк-ивент (Саппоро, Фукуока, Нагоя, Осака, Токио)

### Театральное издание
CD
См. обычное издание.

## Чарты
| Чарт (2009)   | Наивыс. позиция |
| ------------- | --------------- |
| Oricon Weekly | 2               |